# Székelykeresztúr magyar irodalmi és művelődési élete
Székelykeresztúr magyar irodalmi és művelődési élete – A város első okleveles említése 1333-ból való: a pápai tizedjegyzékben szereplő „Santa Cruce” papja akkor a környéken a legnagyobb pápai tizedet fizette, tehát már jelentős plébániával rendelkezett. Mezővárosként egy 1459-ből való oklevél említi, s ezt a rangját egészen 1886-ig megőrizte.

## A helység templomai
Székelykeresztúr plébániatemploma késő gótikus építészeti emlék, csúcsíves szentélyében az egyik zárókövön 1458-as évszám van befaragva. Az 1960-as évek végén végzett régészeti ásatások azonban a templomfalon kívül 11–12. századi sírokat tártak fel. Unitárius temploma 1781–92-ben, mai református temploma (az ugyanott álló, 1632–44 közötti régi templom helyére) 1822–34-ben épült. A város a Nagy-Küküllő, a Nyikó és a Gagyvize találkozásánál terül el, s ez a földrajzi helyzete is befolyásolta mind gazdasági, mind művelődési életének alakulását. Lakosságának legnagyobb része földműves és kisiparos volt; ez utóbbiak a várost az egész vidék kisipari központjává tették.

## A helység iskolái
Helyi szellemi igényeit egészen a 18. század végéig a felekezeti iskolák elégítették ki. Ez azonban a 18. század végére elégtelennek bizonyult: 1793-ban, a helybeli és a vidéki lakosság sürgetésére, egyöntetű összefogás nyomán létrejött az unitárius gimnázium, amely az első időben a kolozsvári főgimnázium partikulájaként működött. Tanárai közül a 19. században számottevő szerepet játszott az erdélyi magyar művelődési életben abrudbányai Szabó Sámuel (műfordító, Kazinczy barátja), Koronka József (nyelvész, egyházi író), Kozma Ferenc (történész, közgazdász), Sándor János (történész), Péter Lajos (helytörténész) és mások. Az iskola nevelési szelleme sok tanítványban ültette el a tudományok és az irodalom művelése iránti lelkesedést. Olyan jeles diákok indultak innen, mint nagyajtai Kovács István történész, Tiboldi István népköltő, alsórákosi Székely Sándor történész és költő, Kriza János, Jakab Elek, Gyallay-Papp Sándor költő, Márkos Albert zeneszerző, Szabó Gyula író. Új épületét, Pákei Lajos tervei alapján, 1913–14-ben emelték, bejáratánál Orbán Balázs és Berde Mózsa Demeter István készítette szobra látható.
A másik oktatási intézmény, amely hatással volt a város szellemi fejlődésére, az 1870-ben létesített Állami Tanítóképző, amelynek legkiemelkedőbb, tudományos eredményeket is felmutató tanárai voltak Sándor Domokos, Kozma Ferenc, Bányai János. Az 1950-es évek elején ipari szakiskola, 1955 után állami árvagyermek-otthon működött az épületben. Az intézmény 1989 után felvette Zeyk Domokos honvédszázados, az 1848-as szabadságharc hőse nevét.
A 19. század második felében sorra alakultak a város művelődési, szakmai és jótékonysági egyesületei: 1867-ben a Székelykeresztúri Olvasó- és Társaskör, amely 1894-től Kaszinóként működött, 1876-ban a Jótékony Nőegylet, 1891-ben az Ipartestület, 1895-ben a helyi fúvószenekar, szintén 1895-ben a Jótékony Polgári Társaskör, 1907-ben a Filharmonikus Társaság.

## Petőfi Sándor kultusza
Székelykeresztúr lakóinak az irodalom iránti érdeklődését sajátosan határozta meg a helyi Petőfi-hagyomány, amely szerint a költő nem esett el a fehéregyházi csatában, hanem sebesülten eljutott Keresztúrra, ahol egy csűrben húzta meg magát és ott halt meg, a csűr gazdája pedig, a szabadságharc leverését követő Haynau-féle rémuralom idején megtorlástól félve, ott temette el a csűrben. A 19. század végén – a gazda vallomása alapján – kihantolták a földi maradványokat, s bár az antropológus szakértők egyértelműen megállapították, hogy nem Petőfiről van szó, az ünnepélyes újratemetés után, a timafalvi temetőben „Petőfi Sándor. 1849–1902” feliratú sírkövet helyeztek el a hamvak fölött. Ez a sír ma is a helyi Petőfi-kultusz kegyhelye.

## Kulturális élet a két világháború közt

Virágzó gyümölcsöskert

Az első világháború után a háborús években időlegesen megszakított irodalmi-művelődési tevékenység új lendületet kapott. 1921-ben megszervezték a Színjátszó Társulatot, 1922-ben megnyitotta kapuit az Iparos Otthon, amely több száz kötetes szak- és szépirodalmi könyvtárával s egészen a második világháború végéig rendezvényeivel a polgárság kulturális életének központja volt. 1927-ben a Kaszinó is újraszervezte és kibővítette könyvtárát. Újjászerveződött a fúvószenekar, s színjátszó csoportok működtek a két jótékonysági egyesület keretében is.
A város életében eseményszámba mentek az 1928-tól több ízben megszervezett Petőfi-ünnepségek (ezek közül kiemelkedett az 1929-es, amikor a Gyárfás-kúrián, ahol Petőfi Sándor a fehéregyházi csata előtti utolsó éjszakát töltötte, emléktáblát helyeztek el). 1969 óta ugyancsak emléktábla áll (Kányádi Sándor verséből vett idézettel) az udvaron lévő körtefa alatt, amelynek asztalánál Petőfi a hagyomány szerint utolsó versét írta.
A Kaszinóban 1936–43 között több Orbán Balázs-emlékünnepséget is rendeztek. Ünnepélyes keretek között ülték meg 1943-ban az Unitárius Gimnázium fennállásának 150. évfordulóját is.
A két világháború közötti erdélyi magyar irodalom jelesei is többször látogattak el a városba: járt itt „fiai”-val, a „székely írókkal” Benedek Elek, rendezett irodalmi felolvasóestet az Erdélyi Helikon, s látogatást tett 1941-ben Móricz Zsigmond is, amikor Bözödi György társaságában felkereste a Bözödújfalusi szombatos székelyeket. A tudományos élettel való kapcsolatot az Erdélyi Múzeum-Egyesület rendezvényei jelentették. A helyben élő tudományos érdeklődésű emberek közül Szentmártoni Kálmán, Szolga Ferenc, Bányai János, Orbán János tartottak előadásokat a Kaszinó és a Társaskör rendezvényein.
A helyi képzőművészeti életet Ipó László festő mellett a rövidebb-hosszabb ideig itt élő és alkotó Bene József grafikus, Daday Gerő grafikus és festő, Szolnay Sándor festő munkássága is Szolnay a bécsi döntést követően Székelykeresztúrra menekült, ahol az Elekes családnál lakott a Fő utcán. A család kertjéről, a kert alatt folyó Küküllő patakról és a környékről festett képeket. Itt festette a Szalmakalapos önarckép és a Virágzó gyümölcsöskert (Elekes-kert) című képeket. A virágzó gyümölcsös csupa mozgás, tavaszi ritmus. Színekben végtelenül egyszerű, hajszál választja el attól, hogy a friss zöldek nyersek, a zöld-rózsaszín akkordok édeskések legyenek. A félkörben összehajló ágak a tócsákkal szaggatott füvön tavaszi lendületet és örömöt fejeznek ki.

## Helyi kiadványok
Székelykeresztúr járási székhelyként a vidék közéletének is központja volt. Természetes, hogy a 20. század legelején több kísérlet történt arra, hogy a városnak és a vidéknek saját lapja legyen. A kezdeményezés Szabó Kálmán helyi nyomdatulajdonos nevéhez fűződik, aki 1904-ben Székely Hírnök címmel indított rövid életű lapot, amelyet még abban az évben a jóval tovább megjelenő Székelykeresztúr c. társadalmi és közigazgatási hetilap követett. Tulajdonosa ennek is a Szabó testvérek által 1910-ben alapított nyomda volt, főszerkesztői leginkább a helyi ügyvédek közül kerültek ki, munkatársai közé tartozott Papp Mózes, az Unitárius Gimnázium tanára, Jaeger József gyógyszerész, Szentannai Sámuel gazdasági szaktanár, Elekes Dénes ügyvéd (1916–17-ben főszerkesztő), Czimeres Bálint, Grois Ottó, Jankovich Pál, Orbán János, Osváth Árpád (1910–11-ben főszerkesztő is). A lap 1919 decemberében szűnt meg, később – unitárius kollégiumi nevelő korában – Balázs Ferenc itt adta ki lapját, a Kévekötést (1930). Ezután azonban egy 1968-ban indított, összesen két számot megért kétnyelvű iskolai lapot (Muguri–Rügyek) leszámítva évtizedeken át nem volt önálló lapja a városnak. Csak 1997-ben indított helyi lapot az önkormányzat, ez Kisváros címmel kéthetente jelent meg, s „közéleti lap”-ként határozta meg magát. Felelős szerkesztője 2002-ig Dávid Tünde, utána 2004-ig Koncz Béla, azóta Szente B. Levente.
A Szabó testvérek nyomdájából több helyi kiadvány került ki: a Székely Gazdák Naptára (1911–12), 1904–44 között az Unitárius Gimnázium, illetve az Állami Tanítóképző Évkönyvei, az Unitárius Egyház c. folyóirat és más gazdasági és vallásos jellegű nyomtatványok.

## Kulturális élet a második világháború után
A második világháború utáni időszakban a legtöbb kulturális tevékenység a Népi Athenaeum, majd 1954-től a Városi Művelődési Ház keretében zajlott. Itt, valamint a bábszínházban egyesítették az 1948-ban törvénnyel felszámolt egyesületekben korábban folyt közművelődési tevékenységeket: a műkedvelő színjátszást és a tánccsoportokat. Ugyancsak a Művelődési Ház szervezte a helyben és a vidéken tartott különböző népművelési és tudományos előadásokat is. A megszüntetett Kaszinó és az Iparos Otthon könyvtárát az ugyancsak 1954-ben létrehozott Városi Könyvtár vette át, amely akkor már 17 000 kötettel rendelkezett. A jelenkor irodalma iránti érdeklődésként az Igaz Szó, a Korunk és az Utunk íróinak, a Kriterion Könyvkiadó szerzőinek irodalmi estjeit, könyvbemutatóit ezekben a keretekben szervezték. Különösen szívesen látogatott ebben az időszakban a városba Kányádi Sándor és Szabó Gyula, akik a gimnázium növendékei voltak.
Az 1968-as romániai közigazgatási átalakítás után a város jelentősége ismét nőtt. A Líceum ekkor indította kétnyelvű iskolai folyóiratát (Muguri–Rügyek), ezt Szávai Géza, az iskola akkori tanulója szerkesztette.
Nagyszabású ünnepségre került sor 1973-ban, amikor Petőfi Sándor születésének 150. évfordulója alkalmából a főtéren felavatták Márkos András egész alakos Petőfi-szobrát, s ez alkalommal bemutatásra került Dávid Gyula és Mikó Imre Petőfi Erdélyben című közös kötete is. Az avatást követő ünnepség vendége volt Avram P. Todor román Petőfi-kutató, aki lefordította románra Petőfi Sándor összes verseit.
Jelentős intézménye a városnak az 1946-ban Molnár István által alapított múzeum, amely 1960-ban került a régi Kaszinó felújított és kibővített épületébe. Igazgatója 1977–2007 között Fülöp Lajos volt, ma Sándor-Zsigmond Ibolya. Több mint 16 000 darabot számláló régészeti, helytörténeti, levéltári anyagával, természettudományi (ásvány-, állat- és növénytani) gyűjteményével, képtárával és a vidék népművészetét bemutató – szabadtéri részleggel is rendelkező – nagy gyűjteményével nem csak a város és a vidék művelődését szolgálja, de munkatársai egyúttal értékes tudományos munkát is végeznek. A múzeum – amely ma alapítója, Molnár István nevét viseli – volt a háttér-intézménye a városban és az egykori Keresztúr-fiúszék területén folyt régészeti kutatásoknak (Rugonfalva – Körösfői Zsolt; Kányád – Derzsi Csongor) vagy a székelykeresztúri római katolikus templom körüli ásatásoknak, amelyek értékes adatokat hoztak felszínre, s amelyeknek eredményeiből időközi kiállítások is nyíltak. De rendeztek időszaki kiállításokat az egykori Szitás-Keresztúr iparának és kereskedelmének, fotótörténetének múltjából is.
Értékes a Molnár István Múzeum képzőművészeti anyaga is, amelyből harmincnál több képzőművészeti kiállítást rendeztek (Gy. Szabó Béla, Szervátiusz Jenő, a helyi képzőművészek közül Ipó László, továbbá Kiss László, L. Nagy Erzsébet, Nagy Péter, Ughy István, továbbá az innen származott Szécsi András és helytörténeti értékű fotóival Nagy Béla). A múzeum keretében dolgozók tudományos munkásságának eredményeit jelzik az itt muzeológusként dolgozó Benkő Elek (részben társszerzőkkel írt) olyan munkái, mint a Székelykeresztúri kályhacsempék (Ughy Istvánnal, Bukarest, 1984); A középkori Keresztúr-szék régészeti topográfiája (Budapest, 1992); Középkori mezőváros a Székelyföldön (Demeter Istvánnal és Székely Attilával, Kolozsvár, 1997); Középkori udvarház és nemesség a Székelyföldön (Székely Attilával, Budapest, 2008), továbbá Demeter-Zsigmond Ibolya – Zsigmond Attila Útravaló. Adatok Szentábrahám falu- és iskolatörténetéhez (Székelyudvarhely, 2000), Kincsesné Bokor Anna Bátorság próbája. Keresztúr környéki mondák (Székelyudvarhely, 2003) című könyvei. A múzeumban őrzött anyagot is hasznosította Vofkori György Székelykeresztúr képes története című, gazdag helytörténeti fotóanyaggal illusztrált könyvében (Kolozsvár, 2004).

## 1989 után
Az 1989-es változás után újraindult irodalmi-művelődési élet eseményei kötődnek az olyan egyesületekhez-együttesekhez, mint az 1987-ben alapított, de 1992-ben önállósult Pipacsok néptáncegyüttes (művészeti vezetője László Csaba), a jelenleg Nagy Levente kulturális referens irányítása alatt álló Városi Művelődési Központ kötelékében működő Szitás néptánccsoport (vezetője Józsa Levente), a Polgári Fúvószenekar 1895 (karnagya Nagy Levente), a Zene Ház Alapítvány (Simó Margit), a nagyrészt konzervatóriumot végzett Oktett zenekar (vezető: Simófi József). Az 1954-ben kialakított Városi Könyvtár (vezetője Czerják Piroska) mellett az olvasóközönség rendelkezésére áll gazdag gyűjteményével az Orbán Balázs Gimnázium Könyvtára (vezetője Hatos Melinda), a verskedvelők számára pedig a Magyar Versért Egyesület (vezetője Illyés Izabella). Az 1992 óta újra Orbán Balázs nevét viselő Líceum keretében az iskolai folyóirat-hagyomány újraélesztésére is kísérlet történt: 1993-ban Rügyek, 1994–97 között Oázis címmel (főszerkesztője Zsidó Ferenc). 1996-ban megjelent egy másik iskolai folyóirat is, Iskolai Híradó címmel.
A város változatlanul egyik szálláshelye a Petőfi-emlékezetnek: a költő halála évfordulóján évről évre idézik emlékét, költészetét. 1995-ben a nevét viselő általános iskola előtt felállították Márkos Andrásnak a főtéri egész alakos szoborhoz tanulmányként készült Petőfi-mellszobrát. Egyik helyszíne volt a város a Petőfi halála 150. évfordulójára rendezett 1999-es nemzetközi ünnepségeknek, amikor a Magyar, a Román és a Romániai Magyar Pen Klub szervezte irodalmi esten a világ számos országából jött költők, írók, műfordítók idézték a költő emlékét.